# Џејми Ланистер
Џејми Ланистер је фиктивни лик из серије романа Песма леда и ватре америчког књижевника Џорџа Р. Р. Мартина. У ТВ-серији Игра престола улогу Џејмија Ланистера тумачи дански глумац Николај Костер-Волдо. Џејми је витез Краљеве гарде и члан куће Ланистер, најбогатије и једне од најмоћнијих породица у Седам краљевстава Вестероса.

## Биографија

### Опис лика
Џејми је старији син богатог и моћног Тивина Ланистера и брат Тириона и Серсеи, са којом је дуже времена у инцестуалној вези. Иако се Џејми прво чини бескрупулозним и неморалним, касније се показује далеко комплекснијим, часнијим и симпатичнијим. Његов дуготрајан и комплексан развој лика похвалили су обожаваоци и критичари и романа и телевизијске серије. У Игри престола, Џејми је представљен као један од витезова Краљеве гарде. Џејмијева близнакиња је Серсеи, краљица Вестероса захваљујући браку са краљем Робертом Баратеоном. Вероватно један од највећих мачевалаца у краљевству, Џејми је подругљиво прозван „Краљеубица”, јер је убио „лудог краља” Ериса II Таргарјена у пучу који је Роберта поставио на Гвоздени престо. Џејми Ланистер је у књигама описан као изузетно згодан, са светло зеленим очима и косе попут преденог злата.

### Развој лика
У Игри престола, Џејми не само да води инцестуалну везу са својом сестром близнакињом, већ је и гурнуо младог Брена Старка кроз висок прозор, што га је оставило непокретним, након што их је дечак ухватио на делу. Џејми признаје ове злочине Кејтлин Старк у Судару краљева и прича јој страшну причу о окрутности Ериса Таргарјена. У Олуји мачева, Џејми се у почетку гади жене ратнице Бријене од Опорја, али и његова част и невољно поштовање које осећа према Бријени приморавају га да лаже њихове отмичаре како би спречио да буде силована. Касније јој објашњава да је убио Ериса јер је краљ планирао да спали цело краљевство заједно са његовим становницима, како оно не би пало у Робертове руке. Када је Џејми пуштен на слободу како би био враћен у Краљеву Луку у знак поштовања према његовом оцу, он прво спашава Бријену, која је бачена у јаму са медведом ради забаве плаћеника.

## Радња

### Игра престола
Џејми Ланистер прати краљевску породицу до Зимоврела, где се краљ Роберт Баратеон нада да ће наговорити свог старог пријатеља Неда Старка да служи као краљева десница. Током посете, Недов млади син Брен нехотице шпијунира на Џејмија и Серсеи у забаченом торњу, у том тренутку Џејми гурне дечака кроз прозор, намеравајући да убије Брена како би њихова веза остала тајна. Брен преживи, иако осакаћен и не сећајући се инцидента. Када атентатор касније покуша да убије Брена, његова мајка Кејтлин Старк оптужује и хапси Тириона Ланистера. Из освете, Џејми подстиче борбу са Недом и његовим људима на улицама Краљеве Луке, у којој гину многи на обе стране. Нед касније открива да су Робертово троје деце заправо производи афере Џејмија и Серсеи, али га најстарије дете, Џофри Баратеон, погубљује по успону на место краља. Џејми затим иде да помогне Тивину у кампањи против Речних земаља, преузимајући команду над половином коју Ланистерови поседују. Опседа главни град Брзоречје, али пресреће га војска Роба Старка. Џејми је заробљен и затворен у Брзоречју. У међувремену, Џофри је именовао Џејмија за команданта своје Краљеве гарде.

### Судар краљева
Тирион чини неколико покушаја да ослободи Џејмија, прво тако што су га маскирани ланистерски стражари покушали избавити, а затим нудећи Арју Старк и Сансу Старк у замену за Џејмија. Након што је чула за наводну смрт Брена и Рикона Старка, Кејтлин испитује Џејмија. Џејми признаје да је Брена гурнуо кроз прозор куле, да је у родоскрвној вези са Серсеи и да је отац њеној деци. Џејми се тада руга Неду јер је укаљао властиту част тиме што је отац копилету, што је Кејтлин навело да позове своју телохранитељку Бријену од Опорја.

### Олуја мачева
Кејтлин је Џејмија ослободила и послала у Краљеву Луку да би га заменила за Сансу и Арју, у пратњи Бријене од Опорја и Џејмијевог рођака. Њега убијају разбојници, а Џејмија и Бријену заробљавају људи који су раније били у служби Тивина, али су пребегли код Болтонових. Њихов вођа, Варго Хоут, одсече Џејмијеву шаку којом држи мач у нади да ће Тивин окривити Болтонове и спречити их да се придруже Ланистерима. Док је био заточен, Џејми открива Бријени околности око убиства краља Ериса. Руз Болтон пушта Џејмија, али Бријену задржава као таоца. Док се враћа у Краљеву Луку, Џејми сања о Бријени и одлучује да се врати како би је спасио од Хоута.
Настављајући пут до Краљеве Луке, Џејми и Бријена сазнају да су Роб и Кејтлин убијени на Црвеној свадби и да је Џофри отрован, а Тириону се суди за убиство; Џејми одбија да поверује да је Тирион крив. Тивин поклања Џејмију мач од валиријског челика искованим од мача предака куће Старк и открива да планира да Џејми буде ослобођен својих завета Краљевој гарди, а затим га се одриче након што Џејми то одбије. Џејми предаје мач Бријени и задужује је да пронађе и заштити одбеглу Сансу Старк. Затим приморава Вариса да помогне Тириону да побегне. Огорчен, Тирион злобно открива Џејмију афере које је Серсеи имала током његовог заточеништва, заклиње се осветом над Џејмијем и остатком куће Ланистер и лаже да је заиста убио Џофрија, пре него што убије Тивина.

### Гозба за вране
Веза Џејмија и Серсеи прекида се након што он више пута одбија њене захтеве да постане нова  краљева десница и постаје све више узнемирен Серсеином ароганцијом и импулсивним вођством. Серсеи наређује Џејмију да оде у Брзоречје и натера Бриндена Тулија на предају. Пре одласка, Џејми је наредио да му се искује протетска руку. Са собом води сер Илина Пејна да би га научио да се бори левом руком, користећи ове лекције како би признао своје бројне злочине. Током марша наилази на свог рођака Лансела, који признаје своју везу са Серсеи. Џејми наговара Едмура Тулија да присили Бриндена на предају тако што прети да ће опустошити замак и убити Едмурово дете чим се роди, иако Едмур помаже Бриндену да побегне. Џејми касније добија писмо од Серсеи, коју је првоврабац затворио и која чека суђење, и моли Џејмија да јој буде борбени првак у суђењу борбом, али Џејми је писмо спалио без одговора.

### Плес са змајевима
Џејми путује и преговара о предаји лорда Титоса Блеквуда, чиме је службено окончана побуна куће Старк. После тога, обраћа му се Бријена, која тврди да је Санса у опасности од „Псета”. Непознато је да ли је ово истина, јер је Бријена раније виђена као заточеница реанимиране Кејтлин Старк.